# Dalibor Petr
Dalibor Petr (22. dubna 1950 Trojanovice – 2000) byl servisní technik automobilky Tatra sídlící v Kopřivnici.

## Život
Dalibor Petr pocházel z Frenštátu pod Radhoštěm. V letech 1987–1990 se účastnil expedice Tatra kolem světa. V roce 1992 založil společnost, která se zabývá prodejem vozů automobilky Tatra. Společnost později převzal jeho syn Dalibor Petr ml., který pokračuje v odkazu svého otce jako konzultant expedice Tatra kolem světa 2, která po přípravách od roku 2018 odstartovala na cestu v roce 2020.
Dalibor Petr zemřel v roce 2000 na bronchitidu.

## Expedice
V rámci expedice Tatra kolem světa plnil Dalibor Petr roli řidiče, mechanika a kuchaře výpravy. Za volantem strávil první část expedice, v brazilském Sao Paulu jej v roli řidiče vystřídal Karel Valchař.